# Персональна стартова сторінка
Персона́льна ста́ртова сторі́нка (англ. personal start page) — сторінка сайту, призначена для персонального використання, з можливістю самостійного додавання користувачем посилань, найчастіше використовуваних їм, для зручності навігації в мережі інтернет. Ця розробка в області маркетингу інтернет порталів уперше була розроблена в 1999 році, для ділового порталу Marketinform. А 22 травня 2000 року була захищена авторським свідоцтвом ПА № 3071 Держдепартаментом інтелектуальної власності Міністерства освіти і науки України.

## Принципи маркетингу персональних стартових сторінок
Головною метою, котрою задалися розробники, було створення стартової сторінки, з максимальною кількістю посилань, необхідних користувачеві. У рамках звичайної сторінки це завдання не вирішувалося, оскільки кількість посилань була величезна, а спектр інтересів користувачів сильно відрізнявся один від одного, і тоді було прийнято рішення про створення персональної стартової сторінки з мінімумом початкових посилань, а подальше конструювання надати користувачеві. Таким чином стартова сторінка стала максимально наближеною до індивідуальних потреб користувача.

## Персональні стартові сторінки сьогодні
На сьогодні відомо близько сотні інтернет порталів, що використовують принципи персональних стартових сторінок, серед них такі пошукові системи як Google, Яндекс і тому подібне. Тепер, технологічно, розміщення посилань користувачем спростилося, за рахунок віджетов і гаджетів, але головні принципи залишилися все ті ж.

## Розробники
Гордійчук Петро Петрович, Колесник Володимир Степанович.